# Tephrochlamys cinerea
Tephrochlamys cinerea är en tvåvingeart som först beskrevs av Robineau-desvoidy 1830.  Tephrochlamys cinerea ingår i släktet Tephrochlamys och familjen myllflugor.
Artens utbredningsområde är Frankrike. Inga underarter finns listade i Catalogue of Life.